# Mechanitis holmgreni
Mechanitis holmgreni är en fjärilsart som beskrevs av Felix Bryk 1953. Mechanitis holmgreni ingår i släktet Mechanitis och familjen praktfjärilar. Inga underarter finns listade i Catalogue of Life.